# Dom Joaquim
Dom Joaquim là một đô thị thuộc bang Minas Gerais, Brasil. Đô thị này có diện tích 406,672 km², dân số năm 2007 là 4649 người, mật độ 11,1 người/km².